# Chlorita dluga
Chlorita dluga är en insektsart som beskrevs av Irena Dworakowska 1981. Chlorita dluga ingår i släktet Chlorita och familjen dvärgstritar. Inga underarter finns listade i Catalogue of Life.